# Wielersport op de Olympische Jeugdzomerspelen 2010
Wielersport is een van de sporten die beoefend worden tijdens de Olympische Jeugdzomerspelen 2010 in Singapore. Het evenement vond plaats op 21 en 22 augustus. Het programma ziet er anders uit dan op de Olympische Zomerspelen. Er is slechts één onderdeel: het gemengde teamevenement. Dit evenement bestaat uit de onderdelen BMX, mountainbike, wegwielrennen en tijdrijden. Elk team bestaat uit drie jongens en één meisje. Elke jongen moet in een van de drie onderdelen BMX, mountainbike en tijdrijden uitkomen. Ze moeten alle drie wel present zijn in de wegrit. Het meisje moet in het BMX, het mountainbiken en het tijdrijden uitkomen. Er is geen wegrit voor de meisjes.
Het tijdrijden en de wegrit worden afgewerkt in The Float at Marina Bay, het BMX en het mountainbiken in Tampines Bike Park.

## Deelnemers
De deelnemers moeten in 1992 of 1993 geboren zijn. Het aantal deelnemers is door het IOC op 96 jongens en 32 meisjes gesteld, verdeeld in 32 landenteams. Per land mag één team van drie jongens en één meisje meedoen.
Zesentwintig landen kunnen zich kwalificeren; 17 uit Europa, 4 uit Amerika, 2 uit Oceanië en Azië en een uit Afrika. Op de Junior Nations Cup konden vijftien landen zich kwalificeren, op basis van de landenranking. Maximaal 15 uit Europa, 3 uit Amerika en één uit de overige continenten. De overige 11 landen kwalificeerden zich op basis van het landenklassement dat werd gebaseerd op de BMX- en Mountainbikekampioenschappen 2009.
Het gastland mocht één team inschrijven. De overige vijf teams werden door het IOC en de Union Cycliste Internationale aangewezen waarbij er voor werd gezorgd dat uiteindelijk elk land ten minste vier sporters kon laten deelnemen aan de Jeugdspelen.
Bovendien gold dat per land het totaal aantal sporters, bekeken over alle individuele sporten en het basketbal tijdens deze Jeugdspelen, is beperkt tot 70.

## Kalender
| Augustus    | 14 | 15 | 16 | 17 | 18 | 19 | 20 | 21 | 22 | 23 | 24 | 25 | 26 |
| ----------- | -- | -- | -- | -- | -- | -- | -- | -- | -- | -- | -- | -- | -- |
| Wielersport |    |    |    |    |    |    |    |    | 1  |    |    |    |    |

|  | Competitie |  | Finale |

## Medailles
| Discipline   | Goud | Goud                                                          | Zilver | Zilver                                                         | Brons | Brons                                                                |
| ------------ | ---- | ------------------------------------------------------------- | ------ | -------------------------------------------------------------- | ----- | -------------------------------------------------------------------- |
| Gemengd team | COL  | Jhonnatan Botero David Oquendo Brayan Ramirez Jessica Lergada | ITA    | Mattia Furlan Nicolas Marini Andrea Righettini Alessia Bulleri | NED   | Friso Roscam Abbing Twan van Gendt Thijs Zuurbier Maartje Hereijgers |

## Uitslagen
| #  | Land          | Punten totaal | Mountainbike | Mountainbike | Tijdrijden | Tijdrijden | BMX | BMX | Wegrit |
| #  | Land          | Punten totaal | (m)          | (v)          | (m)        | (v)        | (m) | (v) | (m)    |
| -- | ------------- | ------------- | ------------ | ------------ | ---------- | ---------- | --- | --- | ------ |
| 1  | Colombia      | 154           | 1            | 40           | 12         | 40         | 1   | 40  | 20     |
| 2  | Italië        | 171           | 10           | 12           | 16         | 21         | 61  | 39  | 12     |
| 3  | Nederland     | 191           | 40           | 39           | 24         | 30         | 10  | 8   | 40     |
| 4  | België        | 197           | 17           | 40           | 14         | 40         | 72  | 18  | -4     |
| 5  | Zwitserland   | 206           | 61           | 5            | 30         | 1          | 45  | 24  | 40     |
| 6  | Mexico        | 221           | 30           | 21           | 30         | 8          | 72  | 40  | 20     |
| 7  | Denemarken    | 231           | 45           | 40           | 7          | 40         | 17  | 15  | 67     |
| 8  | Tsjechië      | 243           | 50           | 1            | 30         | 5          | 50  | 40  | 67     |
| 9  | Portugal      | 260           | 72           | 30           | 1          | 40         | 72  | 40  | 5      |
| 10 | Chili         | 262           | 58           | 15           | 27         | 15         | 64  | 27  | 56     |
| 11 | Australië     | 280           | 72           | 40           | 4          | 38         | 54  | 5   | 67     |
| 12 | Polen         | 284           | 25           | 18           | 22         | 40         | 72  | 40  | 67     |
| 13 | Brazilië      | 293           | 70           | 40           | 30         | 40         | 40  | 1   | 72     |
| 14 | Zuid-Afrika   | 296           | 72           | 40           | 30         | 40         | 72  | 12  | 30     |
| 15 | Slovenië      | 301           | 35           | 40           | 30         | 39         | 72  | 40  | 45     |
| 16 | Japan         | 304           | 72           | 32           | 28         | 40         | 30  | 30  | 72     |
| 17 | Kazachstan    | 305           | 68           | 38           | 10         | 24         | 72  | 40  | 53     |
| 18 | Letland       | 305           | 72           | 34           | 30         | 27         | 35  | 40  | 67     |
| 19 | Canada        | 307           | 64           | 8            | 20         | 40         | 66  | 37  | 72     |
| 20 | Nieuw-Zeeland | 310           | 72           | 37           | 25         | 12         | 58  | 34  | 72     |
| 21 | Argentinië    | 322           | 72           | 50           | 26         | 37         | 25  | 40  | 72     |
| 22 | Spanje        | 323           | 54           | 40           | 29         | 36         | 70  | 40  | 54     |
| 23 | Cyprus        | 331           | 72           | 27           | 30         | 18         | 72  | 40  | 72     |
| 24 | Indonesië     | 335           | 72           | 36           | 30         | 32         | 72  | 21  | 72     |
| 25 | Thailand      | 337           | 72           | 24           | 30         | 40         | 72  | 36  | 63     |
| 26 | Wit-Rusland   | 341           | 72           | 40           | 18         | 34         | 72  | 40  | 55     |
| 27 | Servië        | 355           | 72           | 40           | 30         | 40         | 72  | 40  | 61     |
| 28 | Bolivia       | 357           | 72           | 40           | 30         | 40         | 68  | 40  | 67     |
| 29 | Singapore     | 358           | 72           | 40           | 30         | 40         | 72  | 32  | 72     |
| 30 | Hongarije     | 358           | 66           | 40           | 30         | 40         | 72  | 38  | 72     |
| 31 | Zimbabwe      | 366           | 72           | 40           | 30         | 40         | 72  | 40  | 72     |
| 32 | Eritrea       | 406           | 72           | 55           | 30         | 40         | 87  | 55  | 67     |